# Operatie Himmelbett
Operatie Himmelbett was de codenaam van de Kammhuberlinie, een Duits luchtafweersysteem dat werd gebruikt tegen de geallieerde bommenwerpers vanaf juli 1940. Himmelbett verwijst naar de controlecentra van de linie.